# 번-E
《번-E》(Burn-E)는 2008년 픽사 애니메이션 스튜디오에서 제작한 단편 애니메이션이다. 영화《월-E》의 파생작으로서 엑시엄의 수리공 로봇 '번-E'의 시점에서 바라보게 된다. 이 번-E는 'Basic Utility Repair Nano Engineer(실용 나노 수리공)'의 약자이다.
이 작품은 영화《월-E》의 DVD와 블루레이에 삽입되어 있다.